# Upplands runinskrifter 765
Upplands runinskrifter 765 är flera vikingatida runstensfragment av gråröd granit. Runstenen, som stod i Klista, Vårfrukyrka socken och Enköpings kommun, sprängdes - vid odlingsarbete - i slutet av 1800-talet. 1947 genomsöktes det stenröse där den söndersprängda runstenen låg och ett tjugotal bitar av stenen hittades. Det gick inte att sammanfoga alla delar, men fem större bitar sammanfogades och restes på platsen. Den resta stenen vid Klista är 1,65 meter hög och 1,3 meter bred. Stenens ursprungliga plats är strax norr om den nuvarande.
Sammanlagt 15 av de andra fragmenten från stenröset sammanfogades, förutom ett som saknade passning, och de förvaras nu på Enköpings museum.

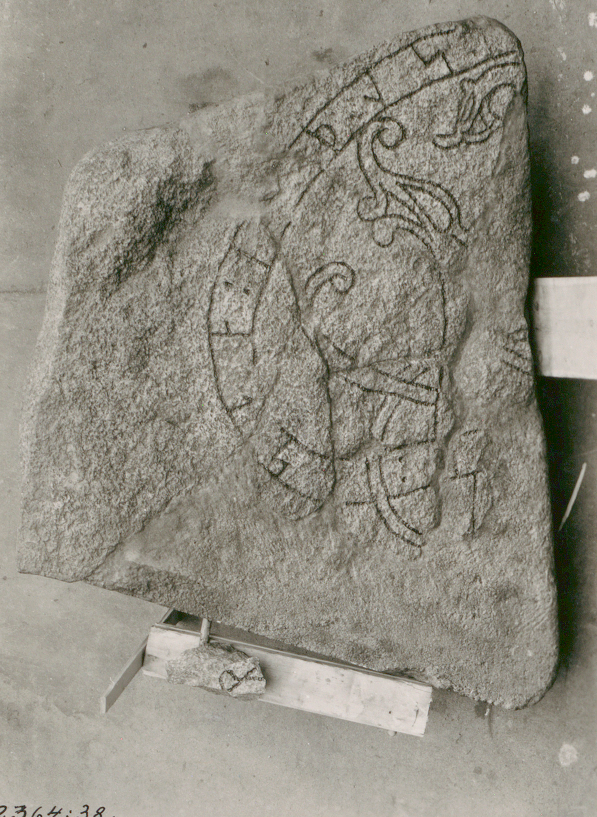
Fragmenten som förvaras på Enköpings museum.

## Inskriften
Translitterering av runraden:
-...k...-...-n : h...sl-...- : a-s : -...
Normalisering till runsvenska:
... ... ... ...
Översättning till nusvenska:
...